# 氢氟烃
氢氟烃 (HFCs) 是一类由氟原子替代烷烃里的一部分氢原子而成。它们是最常见的有机氟化合物。在常温常压下，大多数的氢氟烃是气体。它们可以用来作为冷冻剂。1,1,1,2-四氟乙烷是目前最常用的 HFC 冷冻剂，也可替代老牌的氯氟烃如：R-12和氢氟氯碳化物如：R-21。 虽然氢氟烃不会破坏臭氧层，不过它的全球暖化潜势却是二氧化碳的上千倍。

## 医学用处
C–F 化学键较少的氢氟烃的行为与母体碳氢化合物相似，但它们的反应性可以显着改变。例如，尿嘧啶和5-氟尿嘧啶都是无色的高熔点晶体固体，但是后者是有效的抗癌药。C-F键在药物中的使用取决于这种改变的反应性。 多种药物和农药仅包含一个氟中心或一个三氟甲基基团。

## 淘汰
与巴黎协定中的其他温室气体不同，氢氟碳化合物在其他国际正在谈判中。
2016年9月，纽约森林宣言敦促全球减少氢氟烃的使用。 2016年10月15日，由于这些化学品对气候变化的贡献，来自197个国家的谈判人员在卢旺达基加利举行的联合国环境规划署首脑会议上达成了具有法律约束力的协定在蒙特利尔议定书的修正案中逐步淘汰氢氟烃（HFC）。 美国尚未批准《基加利协定》。 截至2020年2月，美国有16个州禁止或正在逐步淘汰HFC。